# Зоран Спасојевић
Зоран Спасојевић (Крагујевац, 22. јануар 1949 — Крагујевац, 5. август 2025) био је српски писац.

## Биографија
Рођен је 22. јануара 1949. године у Крагујевцу. Објавио је четрнаест књига и један компакт-диск.
Сценариста је хумористичке ТВ серије „Без наслова“ (2000) и радио-драме „Кратка историја наизменичног стајања и падања“ (2004).
Заступљен је у преко седамдесет антологија и зборника поезије, кратких прича, кратких драма и сатире.
Поред писања бави се мејл-артом и дигиталном графиком. Дигиталне графике објављује на разгледницама, у штампи и књигама, као и у бројним интернет-магазинима.
Награђиван је више пута.
Члан је Удружења драмских писаца Србије и Удружења књижевника Србије.
Син је песникиње Драгиње Адамовић.
Преминуо је 5. августа 2025. године у родном граду, у Крагујевцу.

## Објављене књиге
- „Дар празнине“ (поезија, Крагујевац, 1986)
- „Одело за одлазак“ (кратке приче, Београд, 1997)
- „Глад“ (поезија, Крагујевац, 1998)
- „Кратке приче без муке“ (кратке приче, Београд, 2003)
- „Америка има рупу“ (драмска трилогија, Београд, 2003)
- „Кратке приче без муке“ (кратке приче - 2. проширено издање, Београд, 2006)
- „Резерват Србија“ (кратке драме, Београд, 2006)
- „Гаврилов Принцип“ (документарна комедија, Београд, 2008)
- „Волиш ли ме, Јакове“ (љубавна комедија, Београд, 2008)
- „Ту зека пије воду“ (сатире, Београд, 2008)
- „Мала ноћна пошта“ (и-мејл арт, Крагујевац, 2009)
- „Мој човек“ (лагана комедија, Београд, 2010)
- „Шешир“ (кратке приче, Београд, 2018)
- „Приче“ (кратке приче, Београд, 2018)

## Компакт-диск
- „Циркус“ (дигиталне графике, књиге, текстови - Крагујевац, 2006)

## Заступљеност у антологијама и зборницима
- „Скупљачи снова“ (кратке приче, Давид Албахари / Петар Лазић, Београд, 1988)
- „Ослушкивање тишине“ (кратке приче, Давид Албахари / Михајло Пантић / Петар Лазић, Београд, 1989)
- „Откуцаји пешчаног сата“ (кратке приче, Давид Албахари / Михајло Пантић / Петар Лазић, Београд, 1990)
- „Неконтролисане сенке“ (кратке приче, Давид Албахари / Михајло Пантић / Петар Лазић, Београд, 1991)
- „Ритам седмог чула“ (кратке приче, Давид Албахари / Михајло Пантић / Петар Лазић, Београд, 1992)
- „Симптоми буке“ (кратке приче, Давид Албахари / Михајло Пантић / Васа Павковић, Београд, 1993)
- „Нисам ту, али радим на томе“ (кратке приче, Давид Албахари / Михајло Пантић / Васа Павковић, Београд, 1994)
- „Отисци срца планете“ (кратке приче, Давид Албахари / Михајло Пантић / Васа Павковић, Београд, 1995)
- „Вештина намигивања месецу“ (кратке приче, Давид Албахари / Михајло Пантић / Васа Павковић, Београд, 1996)
- „Чамац на Монт Евересту“ (кратке приче, Давид Албахари / Михајло Пантић / Васа Павковић, Београд, 1997)
- „Чувари озона“ (кратке приче, Давид Албахари / Михајло Пантић / Васа Павковић / Петар Лазић, Београд, 1997)
- „Мамихлапинатапеи“ (кратке приче, Дарко Коцјан, Београд, 1998)
- „Водич кроз лавиринт“ (кратке приче, Михајло Пантић / Васа Павковић, Београд, 1998)
- „30. Златна струна“ (поезија, Душко Новаковић / Даница Вујков / Драган Мрдаковић, Смедерево, 1999)
- „МАЛА КУТИЈА – најкраће српске приче XX века“ (кратке приче, Михајло Пантић, Београд, 2001)
- „Ко је оклеветао Диса?“ (кратке приче, Ђорђе Оташевић, Београд, 2002)
- „Најкраће приче 2002“ (кратке приче, Ђорђе Оташевић, Београд, 2003)
- „У причи и около“ (кратке приче, Ђорђе Оташевић, Београд, 2003)
- „Смех до бола“ - CD ROM (сатире/карикатуре, Весна Денчић, Београд, 2003)
- „Сатиричне приче 2003“ (сатире, Весна Денчић / Ђорђе Оташевић, Београд, 2004)
- „Лирски бруј Шумадије“ (поезија, Душан Стојковић, Младеновац, 2004)
- „Доња страна приче“ (кратке приче, Ђорђе Оташевић, Београд, 2004)
- „Најкраће приче 2004“ (кратке приче, Ђорђе Оташевић, Београд, 2005)
- „Врата моје приче“ (кратке приче, Ђорђе Оташевић, Београд, 2005)
- „Смех до бола 2“ - CD ROM (сатире/карикатуре, Весна Денчић, Београд, 2005)
- „Најкраће приче 2005“ (кратке приче, Ђорђе Оташевић, Београд, 2006)
- „Алиса у земљи прича“ (кратке приче, Ђорђе Оташевић, Београд, 2006)
- „И после приче прича“ (кратке приче, Ђорђе Оташевић, Београд, 2006)
- „Певачи уснуле престонице“ (поезија, Владимир Јагличић, Крагујевац 2006)
- „Певачи уснуле престонице“, 2. проширено издање (поезија, Владимир Јагличић, Крагујевац 2007)
- „Антологија српске сатире“ (сатире, Ђорђе Оташевић, Београд 2007)
- „Мала антологија српске сатире“ (сатире, Ђорђе Оташевић, Београд 2007)
- „Најкраће приче 2006“ (кратке приче, Ђорђе Оташевић, Београд, 2007)
- „Најкраће приче 2006“ - сажето издање (кратке приче, Ђорђе Оташевић, Београд, 2007)
- „. приче.co.yu“ (кратке приче, Ђорђе Оташевић, Београд, 2007)
- „Мушке приче“ (кратке приче, Ђорђе Оташевић, Београд, 2007)
- „Једностраничне приче“ (кратке приче, Ђорђе Оташевић, Београд, 2007)
- „Дубоки прозор“ (кратке приче, Дејан Богојевић, Ваљево / Књажевац, 2007)
- „Најкраће приче 2007“ (кратке приче, Ђорђе Оташевић, Београд 2008)
- „Мала кутија“ (кратке приче, Михајло Пантић, Београд, 2008)
- „Приче за понети“ (кратке приче, Ђорђе Оташевић, Београд 2008)
- „Кратке, краће и најкраће драме на свету“ (кратке драме, Јован Ћирилов, Вршац, 2008)
- „Најкраће приче 2008“ (кратке приче, Ђорђе Оташевић, Београд 2009)
- „Вајање белине“ (алманах, Дејан Богојевић, Ваљево, 2009)
- „Од приче до приче“ (кратке приче, Ђорђе Оташевић, Београд 2009)
- „Сатиричне приче 2008“ (сатире, Весна Денчић, Београд, 2009)
- „Све(једно)“ (кратке приче, Дејан Богојевић, Ваљево, 2009)
- „Најкраће приче 2009“ (кратке приче, Ђорђе Оташевић, Београд 2010)
- „Куће у ваздуху“ (кратке приче, Ђорђе Оташевић, Београд 2010)
- „Сатиричне приче 2009“ (сатире, Весна Денчић, Београд, 2010)
- „Најкраће приче 2010“ (кратке приче, Ђорђе Оташевић, Београд 2011)
- „Сатиричне приче 2010“ (сатире, Весна Денчић, Београд, 2011)
- „Један живот у мање од деветсто знакова“ (кратке приче, Ђорђе Оташевић, Београд 2011)
- „ЗРНЦА“ - антологија најкраће приче на српском језику (кратке приче, Дејан Богојевић / Душан Стојковић, Чачак, 2011)
- „Најкраће приче 2011“ (кратке приче, Ђорђе Оташевић, Београд 2012)
- „Сатиричне приче 2011“ (сатире, Весна Денчић, Београд, 2012)
- „О малим и великим стварима“ (кратке приче, Ђорђе Оташевић, Београд 2012)
- „Свитак над Лепеницом“ (поезија и проза, Голуб Јашовић / Раденко Бјелановић / Зоран Петровић, Крагујевац / Београд 2012)
- „Најкраће приче 2012“ (кратке приче, Ђорђе Оташевић, Београд 2013)
- „Хиландар“ (кратке приче, Ђорђе Оташевић, Београд 2013)
- „Најкраће приче 2013“ (кратке приче, Ђорђе Оташевић, Београд 2014)
- „Кајмакчаланска 11“ (кратке приче, Ђорђе Оташевић, Београд 2014)
- „Србија на бис“ (поруке, графити, афоризми и записи слушалаца, Дарко Коцјан, Београд 2014)
- „Најкраће приче 2014“ (кратке приче, Ђорђе Оташевић, Београд 2015)
- „Фосилни запис“ (кратке приче, Ђорђе Оташевић, Београд 2015)
- „Најкраће приче 2015“ (кратке приче, Ђорђе Оташевић, Београд 2016)
- „Један за све“ (српски афоризам, Горан Радосављевић, Параћин 2016)
- „Сусрети средом“ (кратке приче, Ђорђе Оташевић, Београд 2016)
- „Најкраће приче 2016“ (кратке приче, Ђорђе Оташевић, Београд 2017)
- „Невидљива паучина“ (кратке приче, Ђорђе Оташевић, Београд 2017)
- „Најкраће приче 2017“ (кратке приче, Ђорђе Оташевић, Београд 2018)